# Comostolopsis sladeni
Comostolopsis sladeni är en fjärilsart som beskrevs av Louis Beethoven Prout 1915. Comostolopsis sladeni ingår i släktet Comostolopsis och familjen mätare. Inga underarter finns listade i Catalogue of Life.